# Paweł Baldy
Paweł Baldy (ur. 10 maja 1924 w Imielinie, zm. 29 sierpnia 1979 w Jeleniej Górze) – polski aktor teatralny i filmowy, także reżyser teatrów amatorskich.
W roku 1943 został wcielony do armii niemieckiej. Początkowo przebywał we Francji, a w latach 1944–1945 na froncie wschodnim. Stamtąd uciekł do Ludowego Wojska Polskiego.

## Działalność artystyczna
Po wojnie, w roku 1946, ukończył kurs dla reżyserów teatrów amatorskich i rozpoczął pracę w teatrach. Początkowo prowadził zespoły teatralne w Katowicach i we Wrocławiu. Kolejnymi miejscami pracy były teatry w Bielsku i Bytomiu. W 1949 roku zadebiutował jako aktor teatralny w Teatrze Ziemi Opolskiej w Opolu. W latach 1951–1955 grał w Teatrze im. Bogusławskiego znajdującym się w Kaliszu.
17 września 1953 roku zdał w Krakowie eksternistyczny egzamin aktorski, tym samym uzyskując uprawnienia aktora dramatycznego. Występował później jeszcze w wielu polskich teatrach: Teatrze Ziemi Pomorskiej w Bydgoszczy (1955–1958, Wybrzeże w Gdańsku (1958-1960), Dolnośląskim w Jeleniej Górze (1960-1965 oraz 1966–1974), Dramatycznym w Wałbrzychu (1965–1966), a także w Lubuskim Teatrze im. Leona Kruczkowskiego w Zielonej Górze (1974-1975). Największych osiągnięć aktorskich dokonał w teatrze gdańskim, tam też został najbardziej doceniony, choć również w Jeleniej Górze opierano na nim repertuar i uznawany był tam – jak wówczas mawiano – za gwiazdora. 1 lipca 1975 przeszedł na rentę inwalidzką i przestał występować w teatrze.
Był aktorem głównie teatralnym, pojawił się zaledwie w kilku filmach.

## Spektakle teatralne
- 1949 – Placówka jako Herman (reż. Feliks Chmurkowski)
- 1949 – Przyjaciel przyjdzie wieczorem jako Partyzant (reż. Zbigniew Koczanowicz)
- 1950 – Śluby panieńskie jako Jan (reż. Jerzy Leszczyński)
- 1950 – Rewizor jako Felek (reż. Stanisława Zbyszewska)
- 1953 – Awantury w Chioggi jako Toffolo (reż. Czesław Szpakowicz)
- 1954 – Fircyk w zalotach jako Pustak (reż. C. Szpakowicz)
- 1954 – Wesele Figara jako Pedro (reż. Józef Wyszomirski)
- 1955 – Sługa dwóch panów jako Sylwio (reż. Stefan Orzechowski)
- 1955 – Otello jako Montano (reż. Stefan Winter)
- 1958 – Wesele jako Chochoł (reż. zespołowa w Teatrze Ziemi Pomorskiej na scenie bydgoskiej)
- 1958 – Zbrodnia i kara jako porucznik Proch (reż. Zygmunt Hübner)
- 1959 – Kordian jako Wielki Książę Konstanty (reż. Teresa Żukowska)
- 1959 – Poskromienie złośnicy jako kupiec (reż. T. Żukowska)
- 1959 – Kaligula jako Cassius Chaerem (reż. Z. Hübner)
- 1960 – Opera za trzy grosze jako Robert „Piła” (reż. Jerzy Goliński)
- 1960 – Hamlet jako Grabarz I (reż. Andrzej Wajda)
- 1961 – Niemcy jako Willy (reż. Walerian Lachnitt)
- 1961 – Skąpiec jako Harpagon (reż. Zuzanna Łozińska)
- 1962 – Romeo i Julia jako Tybalt (reż. Krystyna Tyszarska)
- 1963 – Myszy i ludzie jako Goerge Milton (reż. Bolesław Smela)
- 1963 – Dożywocie jako Łatka (reż. Zdzisław Grywałd)
- 1964 – Otello jako Otello (reż. Danuta Bleicherówna)
- 1965 – Henryk VI na łowach jako Ferdynand Kokl (reż. Maria Straszewska)
- 1965 – Sen nocy letniej jako Spodek (reż. Bronisław Orlicz)
- 1966 – Cyrulik sewilski jako Bartolo (reż. Zbigniew Bessert)
- 1966 – Wesele jako Czepiec; Upiór (reż. Tadeusz Kozłowski)
- 1967 – Trzy siostry jako Czebutykin (reż. Grzegorz Galiński)
- 1968, 1970 – Cud mniemany, czyli Krakowiacy i Górale jako Miechodmuch (reż. T. Kozłowski)
- 1968 – Kordian jako Astaroth; Wielki Książę Konstanty (reż. T. Kozłowski)
- 1968 – Opera za trzy grosze jako Macheath (reż. Józef Gruda)
- 1969 – Wieczór trzech króli jako sir Tobiasz Czkawka (reż. T. Kozłowski)
- 1970 – Sługa dwóch panów jako Pantalone de`Bisognosi (reż. Giovanni Pampiglione)
- 1970 – Barbara Radziwiłłówna jako Poseł na Sejm (reż. Wojciech Skibiński)
- 1971 – Świętoszek jako Orgon (reż. Jowita Pieńkiewicz)
- 1971 – Kartoteka jako wujek (reż. T. Kozłowski)
- 1973 – Szelmostwa Skapena jako Skapen (reż. Wanda Laskowska)
- 1973 – Cyrano de Bergerac jako hrabia de Guiche (reż. Alina Obidniak)
- 1973 – Wyzwolenie jako Kaznodzieja; Stary Aktor (reż. A. Obidniak)
- 1974 – Zemsta jako Mularz I (reż. Krzysztof Pankiewicz)
- 1974 – Peer Gynt (reż. Henryk Tomaszewski)
- 1975 – Czarna róża jako major (reż. Roman Kłosowski)

## Filmografia
- 1959 – Tysiąc talarów jako bandyta (reż. Stanisław Wohl)
- 1964 – Koniec naszego świata jako SS-mann (reż. Wanda Jakubowska)
- 1967 – Kiedy miłość był zbrodnią – Rassenschade (reż. Jan Rybkowski)
- 1969 – Sól ziemi czarnej jako Powstaniec (reż Kazimierz Kutz)
- 1972 – Gruby jako milicjant (reż. Wojciech Fiwek)

## Nagrody
- 1963 – „Srebrny Kluczyk” za najlepszą kreację aktorską sezonu
- 1965 – nagroda Wydziału Kultury PWRN (otrzymana w Jeleniej Górze)

## Życie prywatne
- Był synem Pawła Baldy i Anny z domu Porwił.
- Żonaty z Henryką Baldy z domu Dygdałowicz (od 1947). Mieli dwóch synów – Pawła i Ryszarda, którzy również zostali aktorami.